# École de Caen
L'École de Caen est une association rassemblant des écrivains et des illustrateurs fondée à Caen en 2003 par Emmanuel Chaunu, Jean-Luc Bizien et Christophe Jouvain.

## Histoire
L'École est fondée en 2003 et « prône le mariage du mot et de l’image, l’échange et la collaboration entre l’auteur et l’illustrateur – qu’il soit dessinateur, graphiste, photographe ou réalisateur ». Les créateurs « veulent affirmer leur attachement à Caen et à la région, et se réclament d'une "tradition normande" de la littérature populaire ».

## Activités
L’École de Caen remet chaque année un prix, unique en son genre, qui récompense le travail d’un auteur et d’un illustrateur, sans distinction de catégorie. En 2006, elle organise son premier Forum du Livre au centre Paul Doumer de Caen.

### Prix de l'École de Caen
- 2003 : Serge Brussolo, Emmanuel Saint, Philippe Caza pour À l'image du dragon
- 2004 : Jean-Philippe Chabot et Anne Krief pour Vivement ce soir
- 2005 : Olivier Rohe et Alexis Gallissaire pour Terrain Vague
- 2006 : Denis Deprez et Jean Rouaud pour Les Champs d'honneur
- 2007 : Catherine Loëdec et Jörg pour Falikou

## Les membres
- Agathe Colombier-Hochberg
- Barbara Abel (auteur)
- Caroline Picard (illustratrice)
- Céline Thoulouze (éditeur)
- Christine Adam (illustratrice)
- Christophe Jouvain (communication)
- David Foenkinos (auteur)
- Emmanuel Chaunu (illustrateur)
- Emmanuel Saint (illustrateur)
- Ephémère (auteur-illustrateur)
- Érik L'Homme (auteur)
- Gérard Goffaux (illustrateur)
- Gilles Legardinier (auteur)
- Jean-Luc Bizien (auteur)
- Jean-Philippe Chabot (illustrateur)
- Jérome Peugnez (webmaster)
- Maxime Chattam (auteur)
- Mouloud Akkouche (auteur)
- Pascale Lecoeur (auteur)
- Patrice Gascoin (journaliste)
- Raphaël Cardetti (auteur)
- Romuald Giulivo (auteur)
- Samir Bouadi (auteur)
- Sophie Thomas (libraire)
- Xavier Maumejean (auteur)